# Kerkebeek (ruisseau)
Ne pas confondre avec la rivière Kerkebeek qui coule en province de Flandre-Occidentale.
Le Kerkebeek est un ruisseau de la Région de Bruxelles-Capitale et un affluent du Maelbeek. Ce dernier étant, lui-même, affluent de la Senne il donc partie du bassin versant de l'Escaut. 

## Toponymie
En néerlandais, Kerkebeek signifie « ruisseau de l'église ».

## Géographie
Le Kerkebeek prend sa source à Haren dans la partie la plus orientale de la réserve naturelle du Moeraske. Après seulement une centaine de mètres, il entre dans la commune d'Evere. À la suite du début des travaux du projet de continuation de l'autoroute A1 vers le centre de Bruxelles au début des années 1980, il disparait dans un aqueduc souterrain à hauteur du parc du Bon Pasteur pour réapparaitre à l'air libre à la fin de celui-ci.
Le ruisseau alimente alors le marais, l'étang et la roselière avant de longer une zone de jardins potagers pratiquant la culture biologique.
Il disparait définitivement dans un autre aqueduc souterrain à hauteur du parc Walckiers lors de son entrée sur la commune de Schaerbeek sur laquelle il rejoint le Maelbeek — lui aussi souterrain — aux environs du tenant de l'avenue Monplaisir avec le boulevard Lambermont.